# Tovalá Copalita
Tovalá Copalita är en ort i Mexiko.   Den ligger i kommunen San Agustín Loxicha och delstaten Oaxaca, i den sydöstra delen av landet, 500 km sydost om huvudstaden Mexico City. Tovalá Copalita ligger 1 715 meter över havet och antalet invånare är 347.
Terrängen runt Tovalá Copalita är bergig åt nordväst, men åt sydost är den kuperad. Runt Tovalá Copalita är det ganska tätbefolkat, med 83 invånare per kvadratkilometer. Närmaste större samhälle är San Agustín Loxicha, 5,7 km väster om Tovalá Copalita. I omgivningarna runt Tovalá Copalita växer i huvudsak städsegrön lövskog.